# حصن بيدار
حصن بيدار هو حصن يقع في منطقة المدينة القديمة، في بيدار في الهند. يُطلق اسم بيدار على الحصن والمدينة والمنطقة. نقل السلطان أحمد شاه الأول من سلالة البهمنيين عاصمته من كلبركة إلى بيدار في عام 1427 وبنى حصنه إلى جانب عدد من المعالم الإسلامية. يوجد أكثر من 30 نصبًا تذكاريًا داخل حصن بيدار.
أدرجَت اليونسكو المجمع على "قائمتها المؤقتة" ليصبح موقعًا للتراث العالمي في عام 2014، مع مواقع أخرى في المنطقة، تحت اسم المعالم والحصون في سلطنة الدكن. شهدت قلعة بيدار العديد من المعالم التاريخية البارزة؛ صعود وسقوط السلالة البهمنية، وصعود وانفصال سلاطين الدكن الخمسة، والاستيلاء عليها من سلالتي بريد شاهي وعادل شاهي، وأخيرًا استيلاء السلطان المغولي أورنجزيب عليها في حصار بيدار في عام 1657.
كانت بيدار عاصمة مملكة البهمنيين في القرن الرابع عشر. بنى أحمد شاه الأول البهمني هذا الحصن. جُددت القلعة في القرن الخامس عشر على يد السلطان أحمد شاه الأول عندما نقل عاصمته من كالابوراجي (كلبركة) إلى بيدار.

### البوابات
تمت تسمية أبواب الحصن السبعة من الشرق إلى الغرب على النحو التالي:
- البوابة 1 - ماندو دروازة، البوابة الرئيسية
- البوابة 2 - كالمادجي دروزة،
- البوابة رقم 5 - دلهي داروازة،
- البوابة رقم 6 - كالياني دروزة،
- البوابة 7 - داروازا كارناتيك،
- البوابات 3 و 4 ليس لها اسم.

يوجد 37 حصنًا على جدار الحصن، مع مدافع مصنوعة من قضبان معدنية ملحومة معًا ومثبتة معًا بواسطة أطواق معدنية مثبتة على الحصون. برج موندا هو المعقل الأكثر بروزًا، وقد تم وضع أثقل المدافع هنا للسيطرة على الطرق.
تحتوي قلعة بيدار على عدد من المعالم الأثرية داخل مجمع القلعة. ومن أبرزها رانجين محل ("القصر الملون")، والذي سمي بهذا الاسم بسبب زخارفه المعقدة بالبلاط الملون؛ وتخت محل ، أو قاعة العرش؛ ومسجد الجامع ("المسجد الكبير") ومسجد سولا خامبا ("مسجد ذو الأعمدة الستة عشر").
ومع تأسيس مملكة بهمني في الدكن عام 1347، أحدثت الأساليب المعمارية للعمارة الفارسية في إيران تأثيرات مبهرة ودائمة، وهو ما يمكن رؤيته في قلعة بيدار. وقد بُنيَت المساجد والأقواس والحدائق والقصور داخل وخارج الحصن في مدينة بيدار. فُصلَت بعض الهياكل المهمة التي بُنيَت. يمكن رؤية أنظمة مبتكرة لإدارة المياه في وحول الحصن ومدينة بيدار. كان تأثير الثقافة الفارسية واضحًا في بيدار في الدكن، خلال القرنين الخامس عشر والسادس عشر.

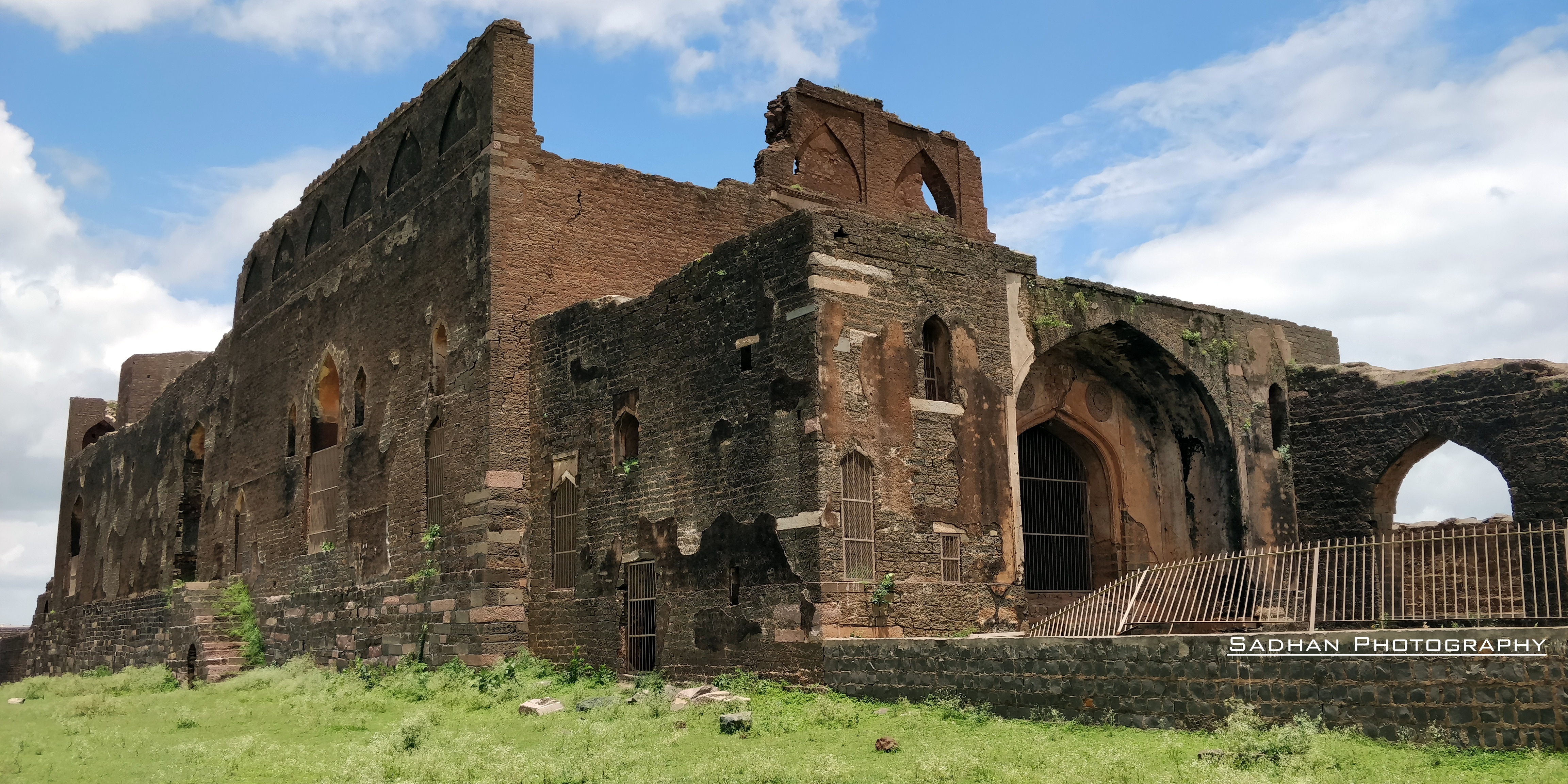
الديوان العام

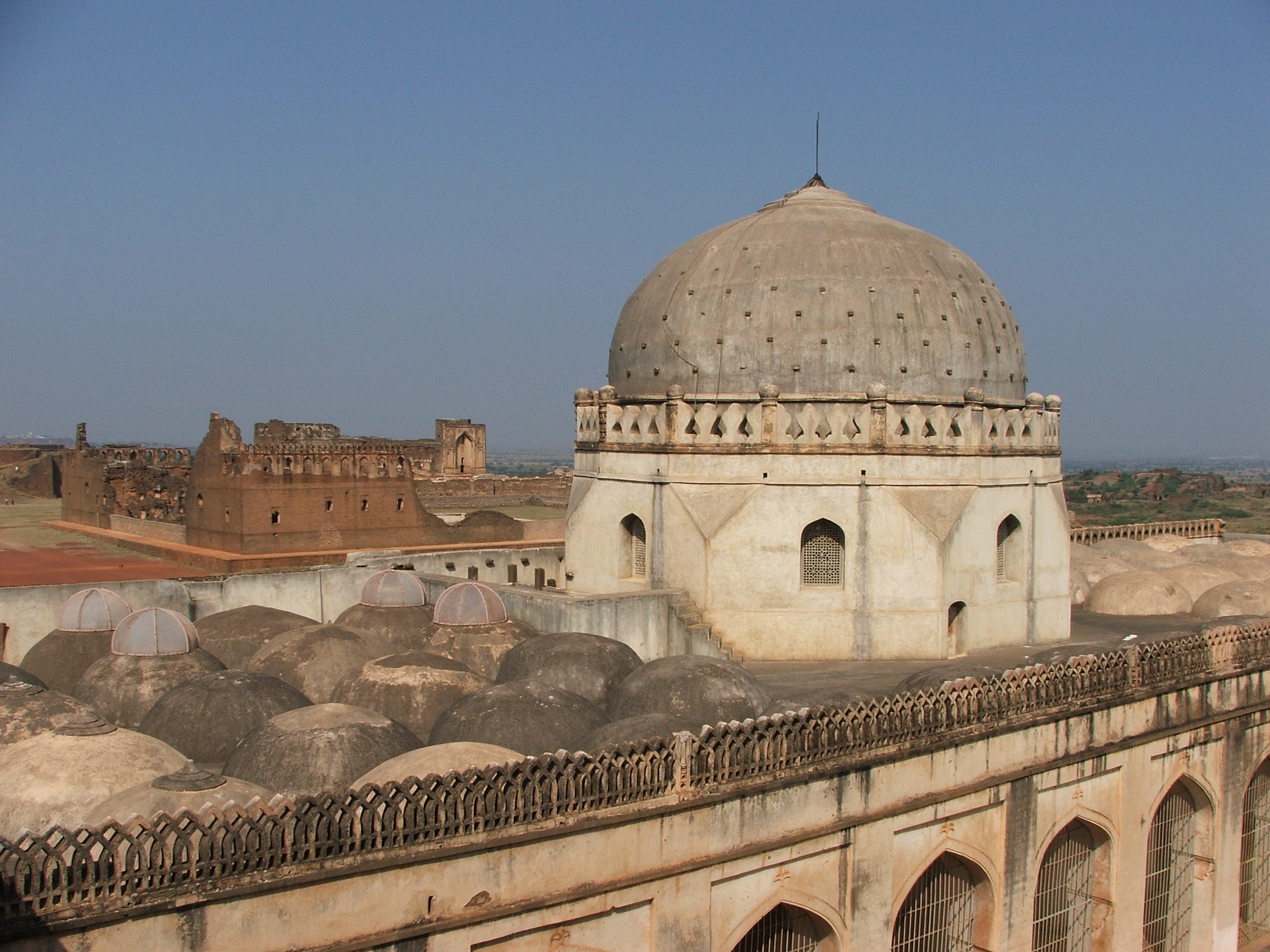
مسجد سولاه خامبا

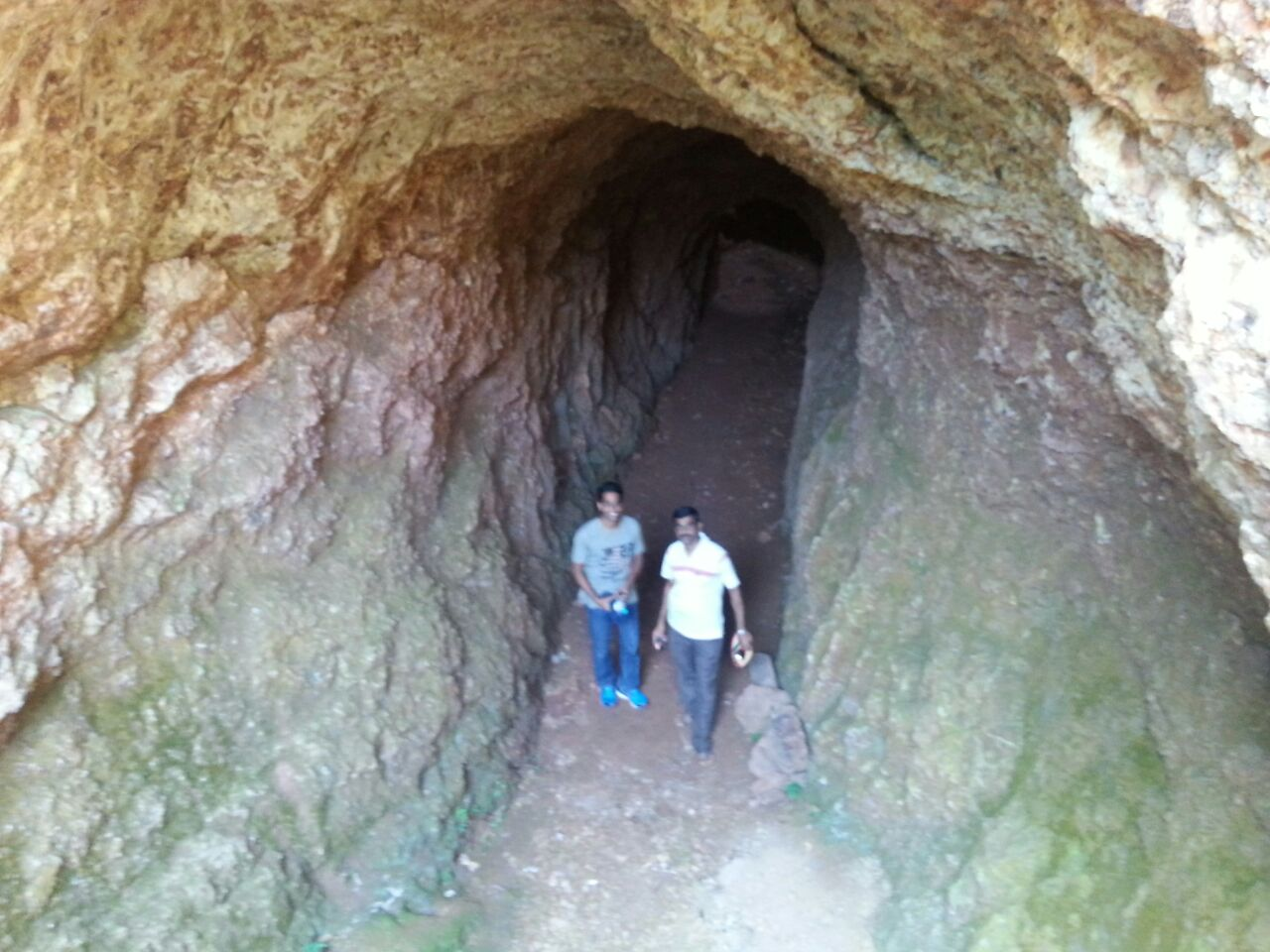
مدخل نظام الكاريز في بيدار

## معرض الصور

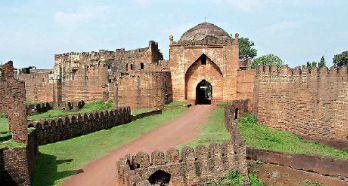
حصن بيدار بالقرب من المدخل.
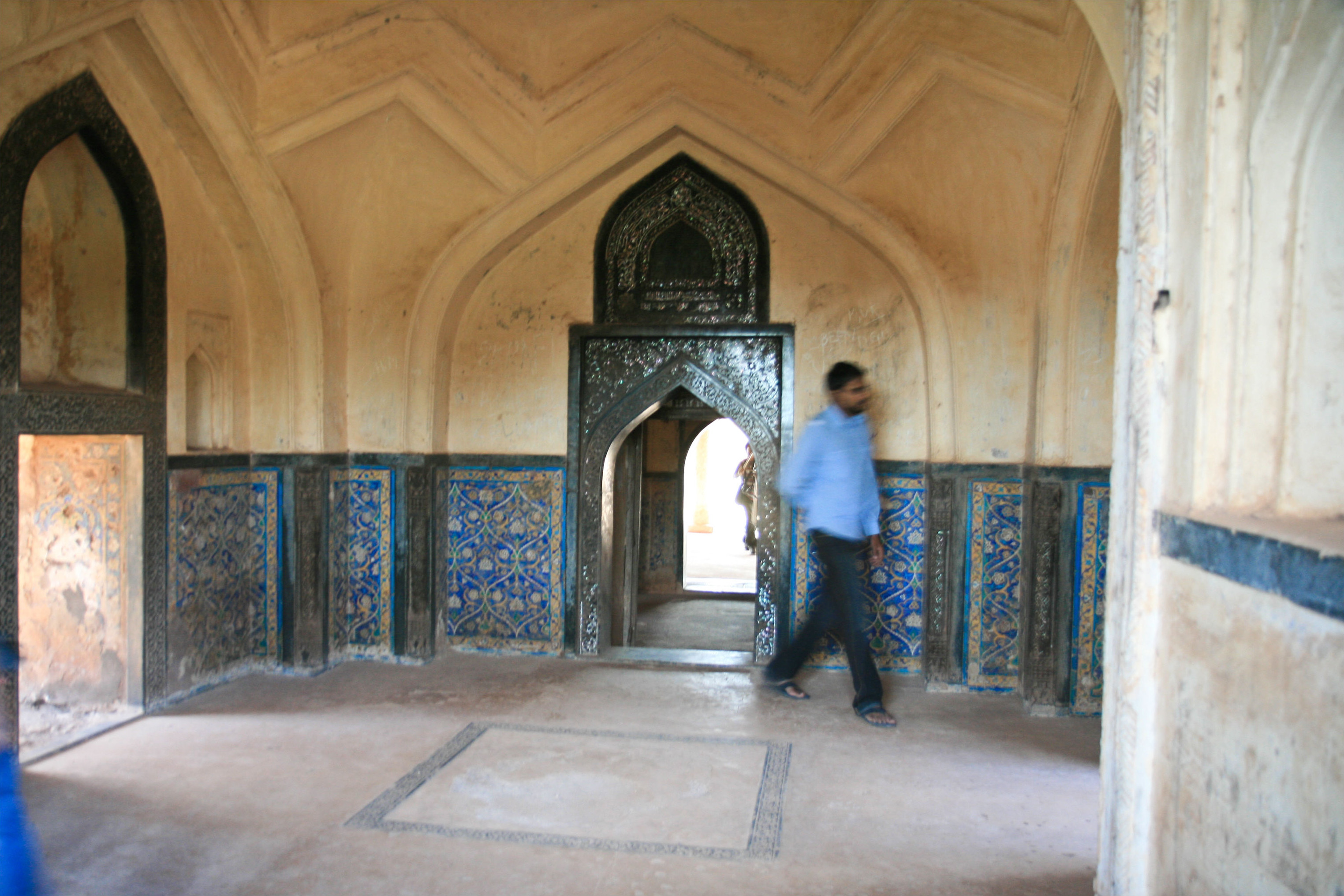
رانجين محل
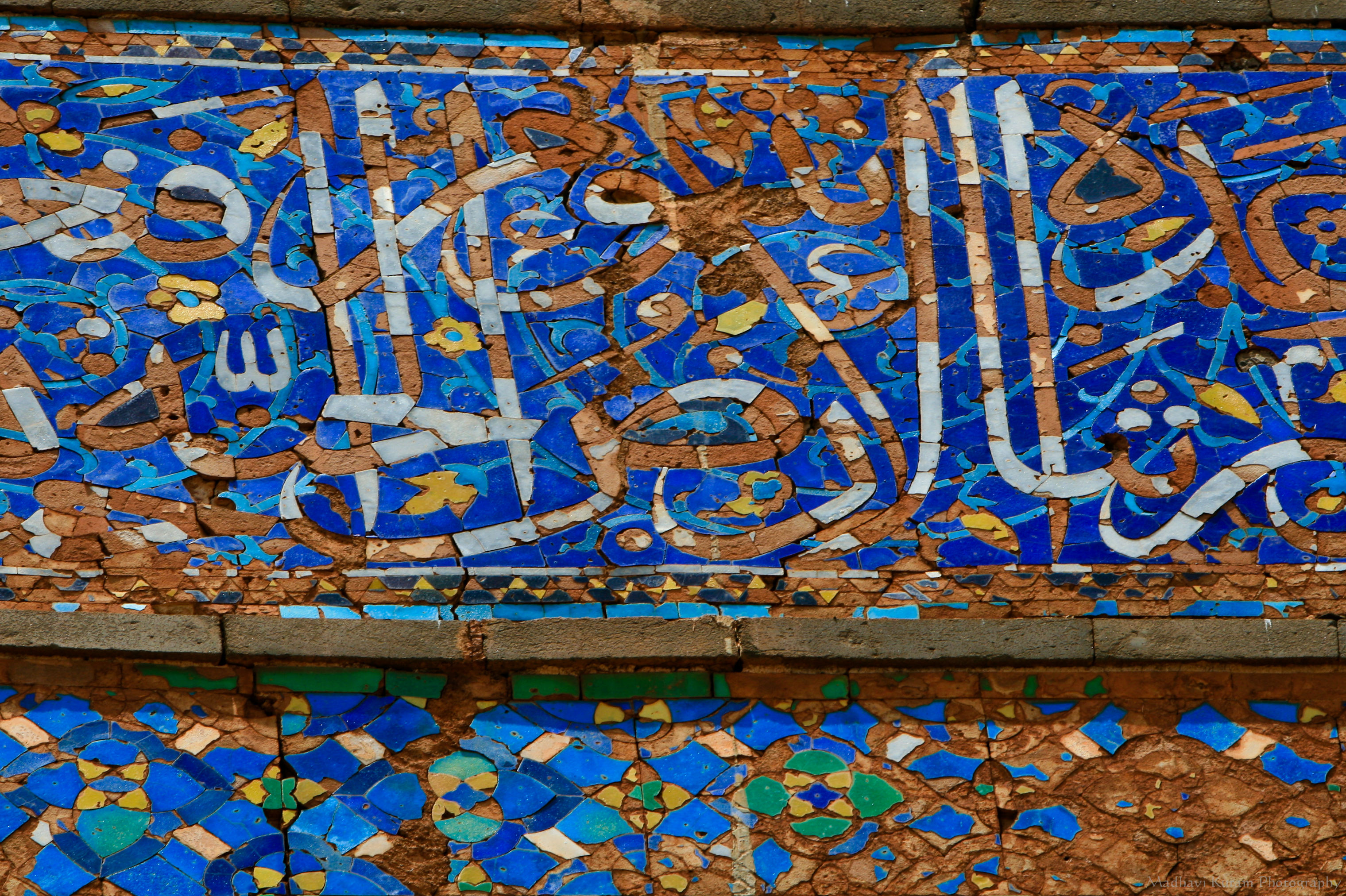
الخط العربي الجداري
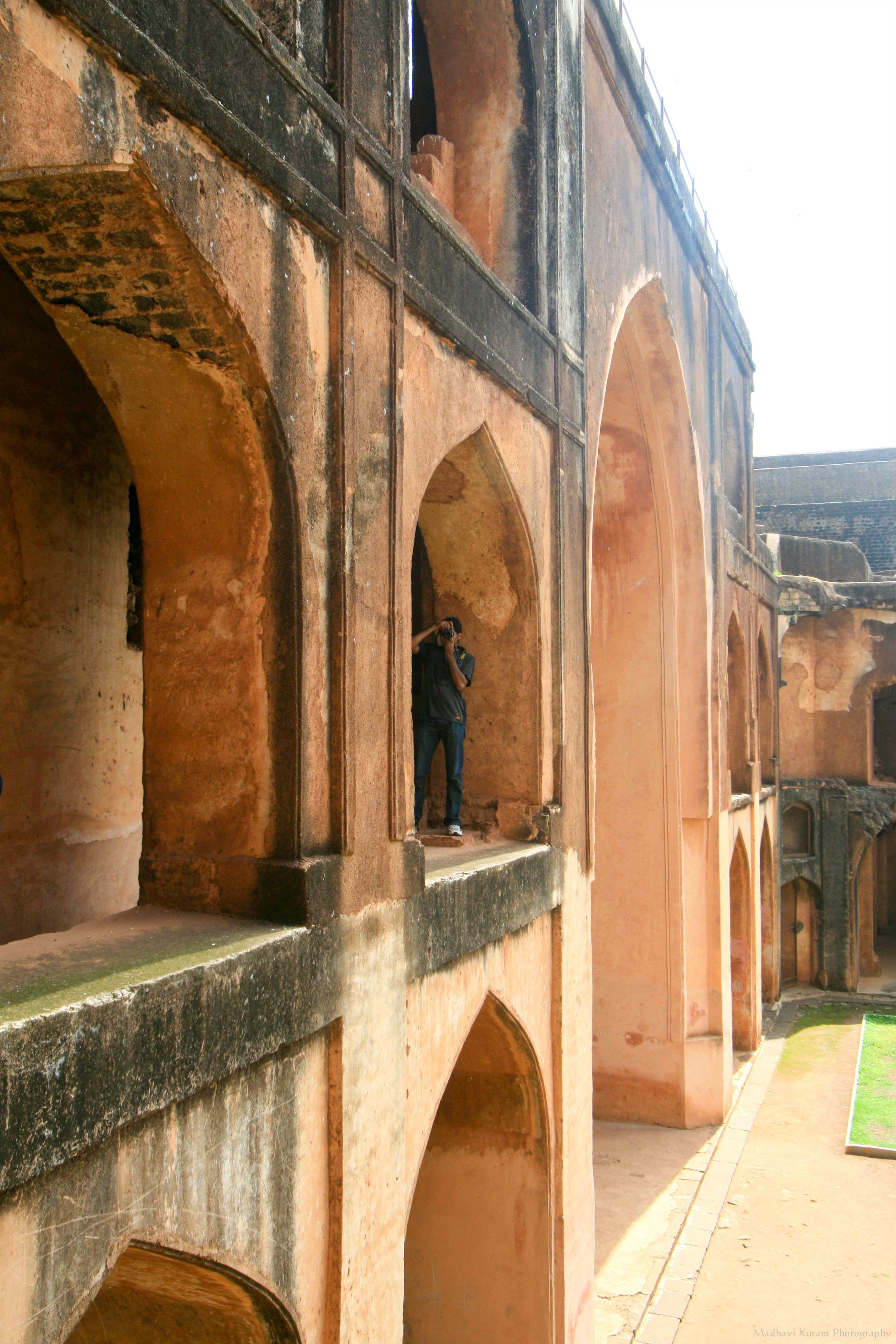
الأقواس في الحصن
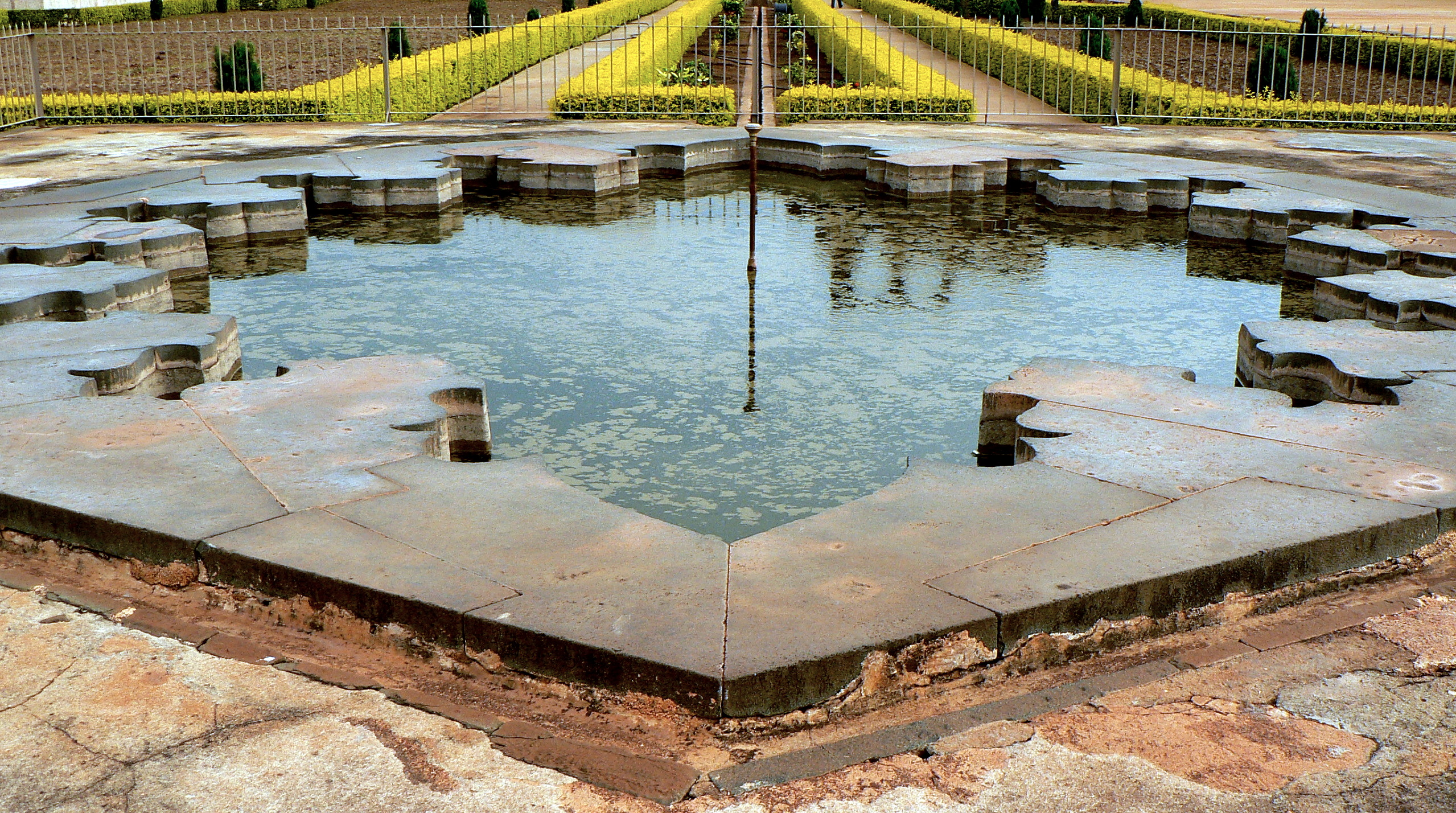
نوافير عند المدخل
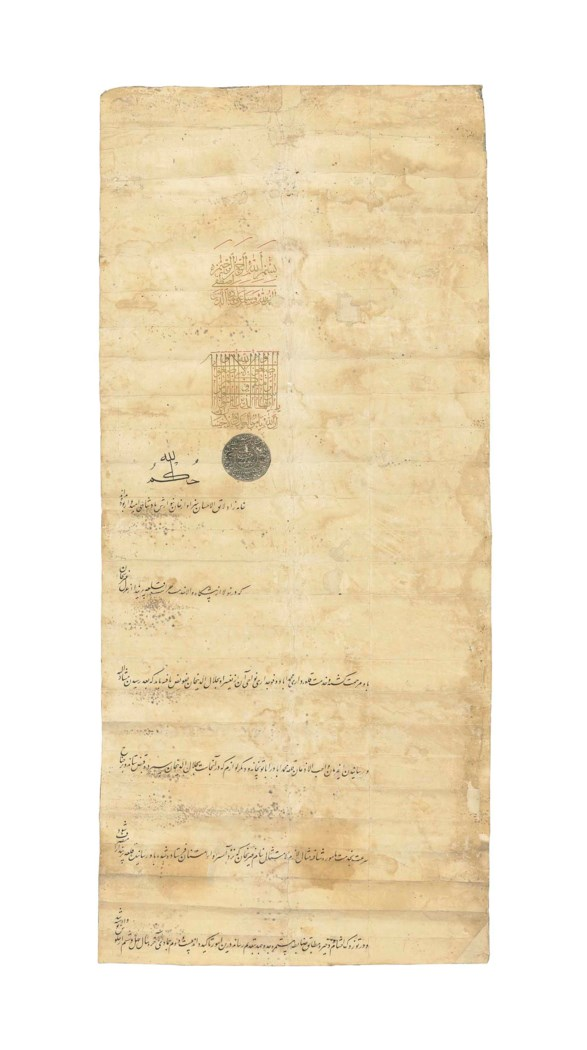
فرمان (مرسوم ملكي) من عهد السلطان المغولي أورنجزيب ق. 1702 نقل قيادة حصن بيدار من غيرات خان إلى جلال الدين خان

## الوصول
ترتبط مدينة بيدار بشكل جيد بالطرق والسكك الحديدية والروابط الجوية. تقع مدينة بيدار على بعد حوالي 740 كـم (460 ميل) مدينة بيدار. شمال بنغالور الهند على الطريق الوطني رقم 7، 116 كـم (72 ميل) شمال شرق جولبارجا و 130 كـم (81 ميل) على الطريق الوطني رقم 9 من حيدر أباد.
على الرغم من أن أقرب مطار يقع في بيدار نفسها، إلا أنه يعد محطة للقوات الجوية ونقطة وصول للرحلات الجوية. المطارات التجارية الأقرب هي مطار بيدار ومطار راجيف غاندي الدولي في حيدر أباد.

## روابط خارجية
- لا تزال قلعة بيدار تصمد أمام اختبار الزمن .
- منصة للتحديق في السماء المضاءة بالقمر .
- تم العثور على طريق للهروب بالقرب من الحريم الملكي في حصن بيدار (أرشيف)
- لمزيد من المعلومات حول حصن بيدار (الموقع الرسمي للسياحة)